# Aida Nuño
Aida Nuño Palacio (Hevia (Siero), 24 november 1983) is een Spaanse wielrenster en veldrijdster. Ze werd reeds zeven maal Spaans kampioene veldrijden en ze vertegenwoordigde haar land meerdere keren tijdens de wereldkampioenschappen veldrijden. Tijdens het Spaans kampioenschap wielrennen op de weg eindigde ze diverse keren in de top tien. In december 2021 maakte ze bekend om aan het eind van het veldritseizoen haar fiets aan de wilgen te hangen. Ze werd nog wel tweede in januari 2022 op de Spaanse nationale kampioenschappen veldrijden.

## Palmares

### In het veld
2002
- Spaans kampioene veldrijden

2003
- Spaans kampioene veldrijden

2011
- Spaans kampioene veldrijden

2013

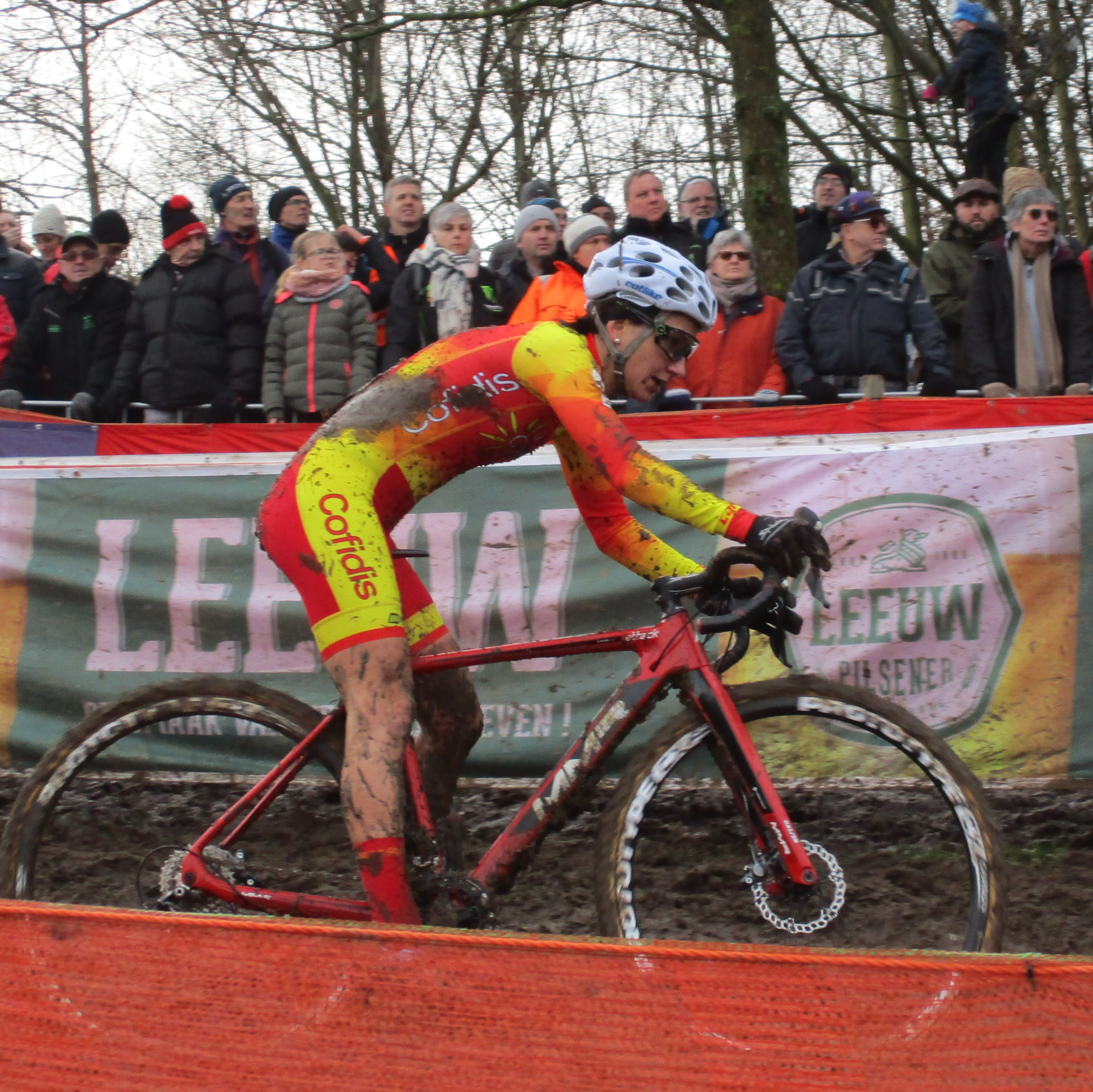
Tijdens het WK 2018 in Valkenburg.

- Spaans kampioenschap veldrijden

2014
- Spaans kampioene veldrijden

2015
- Spaans kampioenschap veldrijden

2016
- Spaans kampioene veldrijden

2017
- Spaans kampioenschap veldrijden

2018
- Spaans kampioene veldrijden

2019
- Spaans kampioene veldrijden